# Mina Caputo
Mina Caputo (født Keith Caputo, den 4. december 1973) er en sanger fra USA. Hun er kendt som forsanger for Heavy Metal bandet Life of Agony, som hun var med til at danne i 1989.
I juli 2011 kom Caputo ud som transkønnet.

## Diskografi
- Died Laughing (2000)
- A Fondness for Hometown Scars (2008)